# UCI Coupe des Nations U23 2012
L'UCI Coupe des Nations U23 2012 est la sixième édition de l'UCI Coupe des Nations U23. Elle est réservée aux cyclistes de sélection nationales de moins de 23 ans. Elle est organisée par l'Union cycliste internationale et fait partie du calendrier des circuits continentaux.

## Calendrier
Cette saison, en plus des courses de l'édition 2011, l'UCI a décidé que « les Championnats Continentaux (course en ligne) comptent 
dans le classement des Coupes des Nations Junior et Moins de 23 UCI. Le but est de donner plus d’intérêt sportif et de relever la participation lors de ces épreuves ».

## Résultats

### Épreuves
| Date                  | Épreuve                                    | Pays      | Vainqueur           | Deuxième                      | Troisième                  | Leader (nations)     |
| --------------------- | ------------------------------------------ | --------- | ------------------- | ----------------------------- | -------------------------- | -------------------- |
| 13 novembre 2011      | Championnat d'Afrique sur route espoirs    | Érythrée  | Natnael Berhane     | Hamza Merdj                   | Songezo Jim                | Érythrée             |
| 17 février            | Championnat d'Asie sur route espoirs       | Malaisie  | Tomohiro Kinoshita  | Mohammed Adiq Husainie Othman | Arvin Moazemi              | Érythrée Japon       |
| 11 mars               | Championnat panaméricain sur route espoirs | Argentine | Cristóbal Olavarría | Carlos Quishpe                | Fabrizio Von Nacher        | Érythrée Japon Chili |
| 7 avril               | Tour des Flandres espoirs                  | Belgique  | Kenneth Vanbilsen   | Sean De Bie                   | Kristian Sbaragli          | Belgique             |
| 11 avril              | Côte picarde                               | France    | Vegard Breen        | Bob Jungels                   | Jonas Ahlstrand            | Belgique             |
| 14 avril              | ZLM Tour                                   | Pays-Bas  | Maxime Daniel       | Eduardo Sepúlveda             | Kenneth Vanbilsen          | Belgique             |
| 17-21 avril           | Toscane-Terre de cyclisme                  | Italie    | Fabio Aru           | Tim Wellens                   | Francesco Manuel Bongiorno | Belgique             |
| 30 mai-3 juin         | Coupe des nations Ville Saguenay           | Canada    | Arman Kamyshev      | Julian Alaphilippe            | Alexey Lutsenko            | France               |
| 12 août               | Championnat d'Europe sur route espoirs     | Pays-Bas  | Jan Tratnik         | Andžs Flaksis                 | Wouter Wippert             | Belgique             |
| 26 août-1er septembre | Tour de l'Avenir                           | France    | Warren Barguil      | Juan Ernesto Chamorro         | Mattia Cattaneo            | France               |

### Classement par nations
| #  | Pays       | Pts. |
| -- | ---------- | ---- |
| 1  | France     | 113  |
| 2  | Belgique   | 89   |
| 3  | Italie     | 80   |
| 4  | Kazakhstan | 62   |
| 5  | Slovénie   | 61   |
| 6  | Norvège    | 48   |
| 7  | Russie     | 45   |
| 8  | Pays-Bas   | 44   |
| 9  | Argentine  | 43   |
| 10 | États-Unis | 37   |